# Association Sportive de Saint-Étienne 1957-1958
La pagina raccoglie i dati riguardanti l'Association Sportive de Saint-Étienne nelle competizioni ufficiali della stagione 1957-1958.

## Maglie e sponsor
Fonte:
| Manica sinistra · Manica sinistra · Maglietta · Maglietta · Manica destra · Manica destra · Pantaloncini · Calzettoni |

## Rosa
| N. |                    | Ruolo | Calciatore           |
| -- | ------------------ | ----- | -------------------- |
|    | Francia (bandiera) | P     | Claude Abbes         |
|    | Francia (bandiera) | P     | René Donoyan         |
|    | Francia (bandiera) | P     | Maryan Paszko        |
|    | Francia (bandiera) | P     | Robert Philippe      |
|    | Francia (bandiera) | D     | Juan Casado          |
|    | Francia (bandiera) | D     | Ginès Gonzales       |
|    | Francia (bandiera) | D     | Pierre Sbaiz         |
|    | Francia (bandiera) | D     | Michel Tylinski      |
|    | Francia (bandiera) | D     | Richard Tylinski     |
|    | Francia (bandiera) | D     | François Wicart      |
|    | Francia (bandiera) | C     | Jean-Baptiste Bordas |
|    | Francia (bandiera) | C     | Gérard Coinçon       |
|    | Francia (bandiera) | C     | René Domingo         |
|    | Francia (bandiera) | C     | René Ferrier         |

| N. |                        | Ruolo | Calciatore       |
| -- | ---------------------- | ----- | ---------------- |
|    | Francia (bandiera)     | C     | Yvon Goujon      |
|    | Francia (bandiera)     | C     | Robert Herbin    |
|    | Francia (bandiera)     | C     | Bernard Lefevre  |
|    | Francia (bandiera)     | C     | Rachid Mekhloufi |
|    | Francia (bandiera)     | C     | Jean Oleksiak    |
|    | Francia (bandiera)     | C     | Georges Peyroche |
|    | Francia (bandiera)     | C     | René Vernier     |
|    | Francia (bandiera)     | A     | Henri Braizat    |
|    | Francia (bandiera)     | A     | Michel Cristobal |
|    | Francia (bandiera)     | A     | Armand Fouillen  |
|    | Francia (bandiera)     | A     | Eugène N'Jo Léa  |
|    | Ungheria (bandiera)    | A     | Ferenc Nyers     |
|    | Paesi Bassi (bandiera) | A     | Kees Rijvers     |

## Risultati

### Coppa dei Campioni
| Arbitro: | Helge |

|                                       |           |               |
| Kichenbrand 19’ Scott 47’ Simpson 82’ | Marcatori | 14’ Mekhloufi |

| Arbitro: | Asmussen |

|                          |           |            |
| Ferrier 18’ Oleksiak 72’ | Marcatori | 61’ Wilson |